# Hololena barbarana
Hololena barbarana là một loài nhện trong họ Agelenidae.
Loài này thuộc chi Hololena. Hololena barbarana được Ralph Vary Chamberlin & Wilton Ivie miêu tả năm 1942.